# 斉藤浩二
斉藤浩二（さいとう こうじ、1947年 - ）は、ランドスケープデザイナー。
（株）キタバ・ランドスケープ代表/（株）KITABA元代表
技術士建設部門―都市及び地方計画、東京農業大学客員教授
北海道大学工学部非常勤講師、北海道景観審議会委員
旧北海道東海大学非常勤講師、北海道美しい景観のくにづくり審議会委員、
大雪山国立公園管理計画検討会検討員など多数。
イサム・ノグチ逝去後のモエレ沼公園のランドスケープデザインを担当。
胆振管内安平町（旧早来町）生まれ。札幌市育ち。
1975年 東京教育大学大学院教育学研究科美術学専攻修士課程修了。造園施工会社・造園設計事務所を経て、1985年 キタバ・ランドスケープ・プランニングを設立。
以降、モエレ沼公園のほかマオイの丘公園（長沼町）、宮部記念緑地、SEIYOしんえい四季のまち、BeBA TERRACEランドスケープデザインなどの設計に携わる。
モエレ沼公園設計監理でグッドデザイン大賞、土木学会賞など受賞。1997年石山緑地設計で日本造園学会賞受賞。
NPO法人モエレ沼公園の活用を考える会事務局長、NPO法人アートチャレンジ滝川副理事長、中札内村景観まちづくりアドバイザー　を歴任。